# Mønsteds Gård
Mønsteds Gård er en fredet bygning i Aarhus, Danmark.
Mønsteds Gård ligger på Vestergade, i Indre by, over for Vor Frue Kirke. Den blev opført i 1810 af købmanden Hartvig Philip Rée, og i 1860'erne kom Otto Mønsted til byen og købte huset.
Bygningen blev fredet den 24. marts 1950. Den blev fredet både fordi den er historisk vigtig og som følge af de tidligere beboeres betydning for byens historie.